# Río Hurtado
Río Hurtado est une  commune du Chili de la province de Limarí, elle-même située dans la région de Coquimbo. En 2016, sa population s'élevait à 4 137 habitants. La superficie de la commune est de 2 117 km2 (densité de 2 hab./km2).
La commune se trouve dans le centre du Chili à environ 400 kilomètres au nord de la capitale Santiago du Chili. Son territoire est centré sur la vallée verdoyante du rio Hurtado qui s'étend sur 113 km. La rivière irrigue 2 664 hectares de terres agricoles et alimente le réservoir Recoleta. La vallée est bordée de hautes montagnes et se trouve sur la bordure sud du désert d'Atacama. Le climat est semi-aride. L'économie de la commune repose sur de petits vergers familiaux et l'élevage de chèvres. Les principaux villages de la commune sont  Seron, Hurtado, Pichasca et Samo Alto.

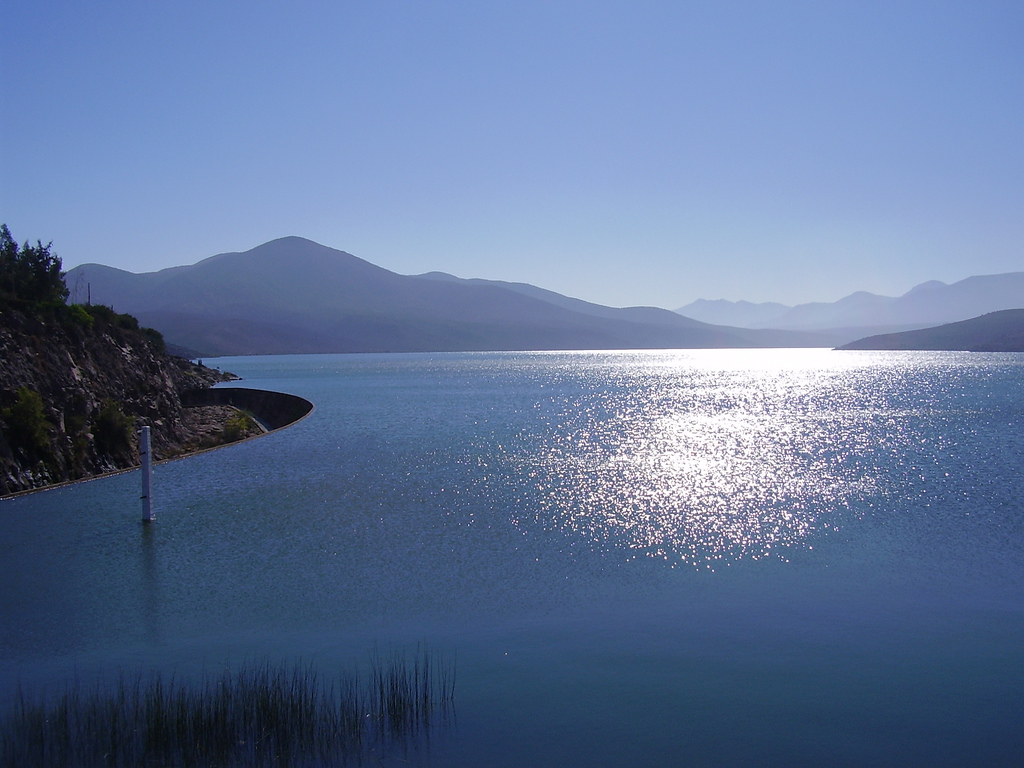
Réservoir Recoleta